# Johann Fust
Johann Fust (c. 1400 - 30 de octubre de 1466) fue uno de los primeros impresores alemanes.

## Entorno familiar
Pertenecía a una rica y respetable familia burguesa de Maguncia, cuyos antecesores se remontan a principios del siglo XIII. Algunos miembros de su familia tenían cargos civiles y religiosos.
Su apellido siempre se escribió Fust, pero en 1506 Peter Schöffer, al dedicarle la traducción alemana de Tito Livio al emperador Maximiliano I, llamó a su abuelo Faust y desde entonces la familia asumió este apellido. Por ello los Faust de Aschaffenburg, una antigua familia bastante distinguida, situaban a Johann Fust en su árbol genealógico.
El hermano de Johann, Jacob, de profesión orfebre, fue uno de los burgomaestres en 1462, y pudo haber resultado muerto cuando las tropas del conde Adolfo de Nassau tomaron al asalto y saquearon Maguncia (así lo sugiere un documento fechado el 8 de mayo de 1463).

## Imprenta

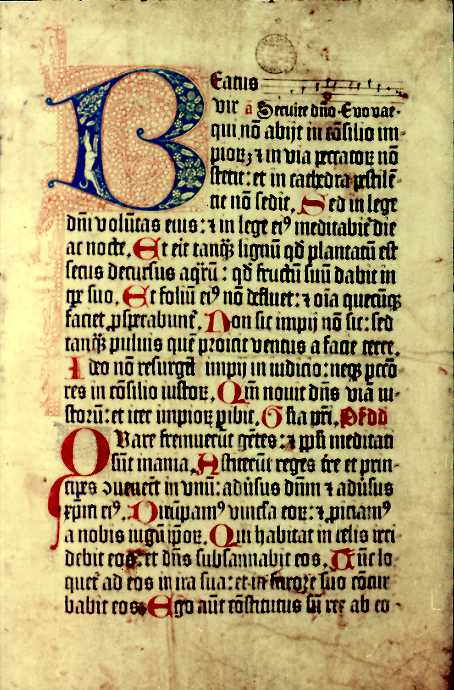
Psalterium Benedictinum, 1459.

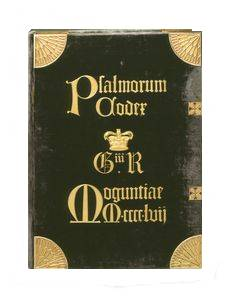
Mainzer Psalterium (1457).

No hay una evidencia clara sobre la teoría de que Johann Fust fuera orfebre, pero sí parece claro que pudiera haber sido prestamista o banquero. Debido a su conexión con Johannes Gutenberg, se le ha llamado el inventor de la imprenta, profesor, así como socio de Gutenberg. Algunos le consideran su mecenas y benefactor, ya que vio el valor del descubrimiento de Gutenberg y le proporcionó los medios para llevarlo a cabo. Sin embargo, otros le retrataron como un especulador que se aprovechó de la necesidad de Gutenberg y le robó los beneficios de su invento.
Sea cual sea la verdad, el documento Helmasperger del 6 de noviembre de 1455 muestra que Fust le adelantó dinero a Gutenberg (aparentemente 800 florines en 1450 y otros 800 en 1452) para continuar con su trabajo, y que Fust, en 1455, puso un pleito contra Gutenberg para recuperar el dinero que le había prestado, reclamando 2026 florines por el préstamo y los intereses. Parece que él no había pagado los 300 florines al año a los que se había comprometido para hacer frente a los gastos y salarios y, según Gutenberg, había dicho que no tenía intención de reclamar intereses.
El pleito se decidió al parecer a favor de Fust el 6 de noviembre de 1455 en el refectorio de los Carmelitas Descalzos de Maguncia, cuando Fust juró que él mismo había pedido prestados 1500 florines y se los había dado a Gutenberg. No hay evidencia de que Fust, como se suele suponer, llevara a su casa una parte de los materiales de la imprenta cubiertos por su hipoteca y continuara imprimiendo allí con la ayuda de Peter Schöffer de Gernsheim, que se casó con la única hija de Fust, Christina, en 1455.
La primera publicación del Salterio de Maguncia (24 de agosto de 1457), un folio de 250 páginas, fue el primer libro impreso con una fecha completa, considerado extraordinario por la belleza de las letras mayúsculas impresas a dos colores, azul y rojo, de caracteres hechos en dos piezas. El salterio se reimprimió con los mismos caracteres el 29 de agosto en 1459, 1490, 1502 (última publicación de Schöffer) y 1516.
Fust es conocido, además, por considerarse el primero en imprimir en colores, además del negro, y sin recurrir a mano artesanal.[cita requerida]

## Muerte
En 1464 Adolfo de Nassau nombró a tres maestros para la parroquia de San Quintín, los cuales tenían que elegir a 12 parroquianos como ayudantes de por vida, llamados Vervaren. Uno de los primeros fue Johann Fust, nombrado el 1 de mayo de 1464. En 1467 fue elegido Adam von Hoshheim en lugar del difunto Johann Fust. Se dice que Fust había ido a París el 4 de julio, cuando le dio a Louis de Lavernade de la provincia de Forez, entonces canciller del duque de Borbón y primer presidente del parlamento de Toulouse, una copia de su segunda edición de Cicerón, como aparece en una nota escrita a mano por el propio Lavernade al final del libro, que ahora se encuentra en la biblioteca de Ginebra.
No se sabe nada más que el 30 de octubre posiblemente de 1471, una misa anual fue instituida en su honor por Peter Schöffer, Conrad Henlif (de Henekes o Henckis, supuestamente colega de Schöffer y que se casó con la viuda de Fust alrededor de 1468) y Johann Fust hijo, en la abadía de San Víctor de París, donde fue enterrado; y que Peter Schöffer instauró un servicio conmemorativo similar en memoria de Fust en 1473 en la iglesia de la orden dominicana de Maguncia.
Fust fue a menudo confundido antiguamente con el famoso personaje legendario Dr. Johann Faust.